# 格賴姆斯鎮區 (愛荷華州塞羅戈多縣)
格賴姆斯鎮區（英語：Grimes Township）是位於美國愛荷華州塞羅戈多縣的一個行政鎮區。

## 地方資料
根據2010年美國人口普查的數據，格賴姆斯鎮區的面積為93.44平方千米，當中陸地面積為93.44平方千米，而水域面積為0.00平方千米。當地共有人口851人，而人口密度為每平方千米9.11人。